# Clementino Fraga
Clementino da Rocha Fraga (Muritiba, 15 de setembro de 1880 — Rio de Janeiro, 8 de janeiro de 1971) foi um médico, escritor e político brasileiro. Foi professor catedrático de Clínica Médica da Faculdade Nacional de Medicina, na cidade do Rio de Janeiro e membro da Academia Brasileira de Letras.
Chefiou a campanha contra a febre amarela no Rio de Janeiro, a então capital do país, convocado pelo presidente Washington Luís. Exerceu o cargo de secretário geral de saúde e assistência no então Distrito Federal entre 1937 e 1940.

## Acadêmico
Foi eleito para a cadeira 36 da Academia Brasileira de Letras em 1938, sucedendo Afonso Celso.
Pertenceu, em caráter honorífico, à Academia de Medicina de Paris, Academia de Medicina de Buenos Aires, Academia das Ciências de Lisboa e Academia Nacional de Medicina.
É patrono da cadeira 12 da Academia Brasileira de Médicos Escritores.
O seu filho Clementino Fraga Filho também foi um médico destacado e deu nome ao Hospital Universitário Clementino Fraga Filho da Universidade Federal do Rio de Janeiro (UFRJ), na Ilha do Fundão, Zona Norte da cidade. Fraga filho também foi Membro da Academia Nacional de Medicina.

## Obras literárias
Publicou as seguintes obras:
- Discursos e Conferências, 1912
- Orações à Mocidade, 1923
- A Febre Amarela no Brasil, 1929
- Ceticismo em Medicina, 1930

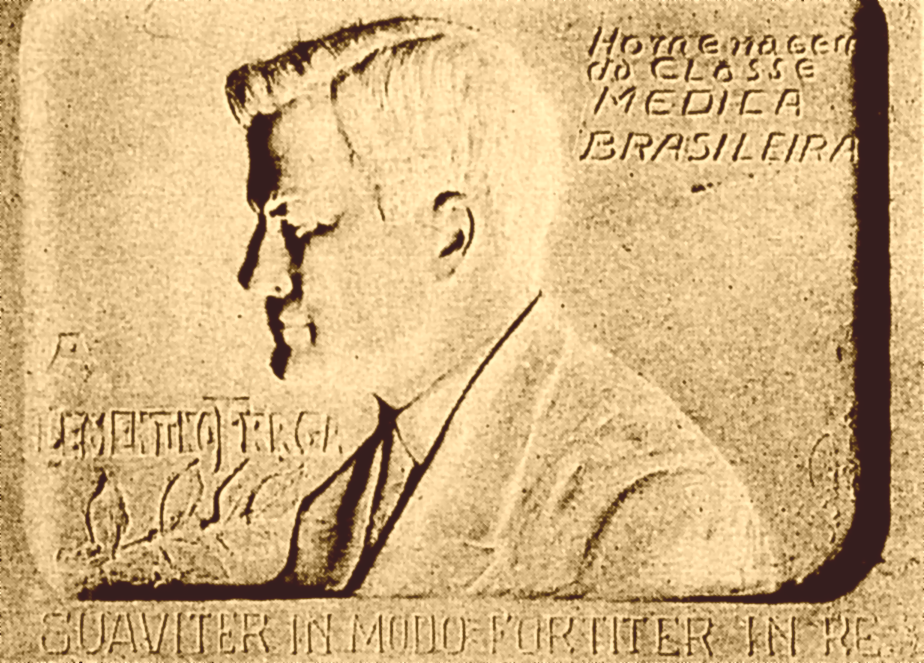
Medalha em homenagem a Fraga, 1928

- Ensino Médico e Medicina Social, 1932
- Orientação Profissional e Higiene Pública, 1934
- Ciência e Arte em Medicina, 1938
- Bovarismo antes e depois de Flaubert, 1939
- Médicos educadores, 1940
- Amores Crepusculares, 1941
- A vocação de Xavier Marques, 1941
- Medicina e Humanismo, 1942
- Doença e Gênio Literário, 1943
- Últimas Orações, 1944
- Vida e obra de Teófilo Dias, 1946
- A cadeira 36 da Academia Brasileira de Letras, 1946
- Vocação liberal de Castro Alves, 1948
- Rui Acadêmico, 1949
- Medicina e médicos na vida de Rui Barbosa, 1949
- Meditações, 1965
- Reencontros imaginários, 1968
- Vida e obra de Oswaldo Cruz, 1972.
  - Vida e Obra de Oswaldo Cruz 2 ed. [S.l.]: Fiocruz. 2005. 236 páginas. ISBN 8589697045. doi:10.7476/9786557080993

## Homenagens
O "Complexo Hospitalar Dr. Clementino Fraga", em João Pessoa na Paraíba, especializado no tratamento da AIDS, tem seu nome em homenagem ao médico baiano.